# 莫伊卡河

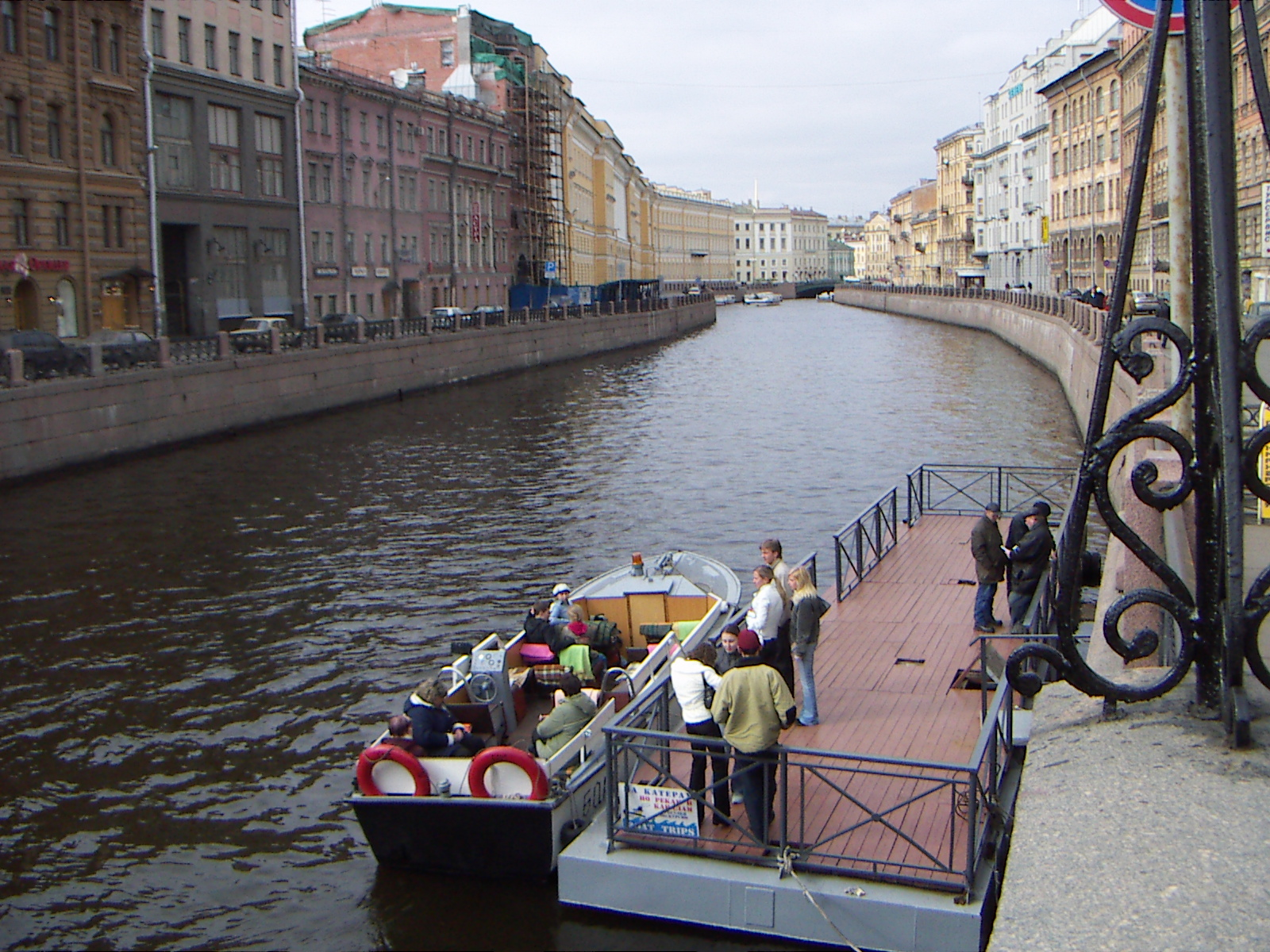
从涅瓦大街上的绿桥看莫伊卡河

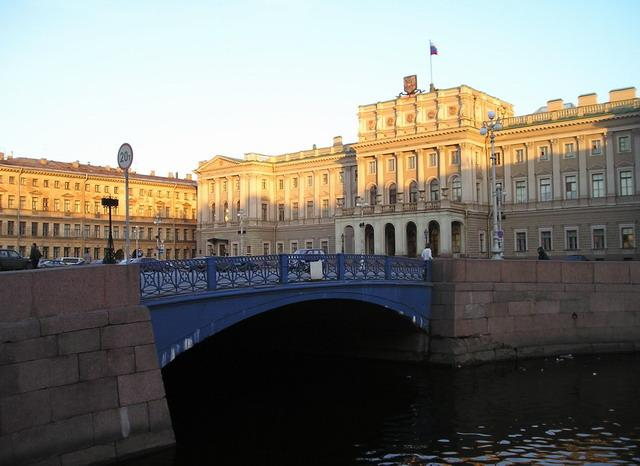
蓝桥与马林斯基宫

莫伊卡河（羅馬化：Moika）是一条环绕圣彼得堡的中心区的河流，长5公里，宽40米。
这条河发源于夏园附近的丰坦卡河，经过战神广场、涅瓦大街，注入涅瓦河。它与涅瓦河之间有天鹅运河、冬季运河和克留科夫运河相通。
1711年，彼得大帝下令加固河岸。最初有4座桥横跨莫伊卡河：蓝桥、绿桥、黄桥和红桥。蓝桥宽达97米，位于圣以撒广场，为该市最宽的桥。
在莫伊卡河河岸，有不少18世纪的宏伟建筑：斯特罗加诺夫宫、Razumovsky宫、尤苏波夫宫、新荷兰拱门、圆形市场、圣米哈伊尔城堡。莫伊卡河河岸12号是普希金最后一处故居，辟为国家普希金博物馆。
1798年，开工建设用红色花岗岩贴面的河堤，配以装饰华丽的栏杆。1811年工程完成后，人们发现，河水变得非常泥泞，不能用于烹调。
今天，莫伊卡河上有15座桥，大部分都是富于艺术性的古桥：
- 绿桥
- 红桥
- 接吻桥
- 蓝桥
- 邮局桥
- 大马厩桥
- 三节桥
- 第一工程师桥
- 歌手桥